# Coelotes troglocaecus
Coelotes troglocaecus là một loài nhện trong họ Amaurobiidae.
Loài này thuộc chi Coelotes. Coelotes troglocaecus được miêu tả năm 2000 bởi Shimojana & Nishihira.